# Die Reiterarmee

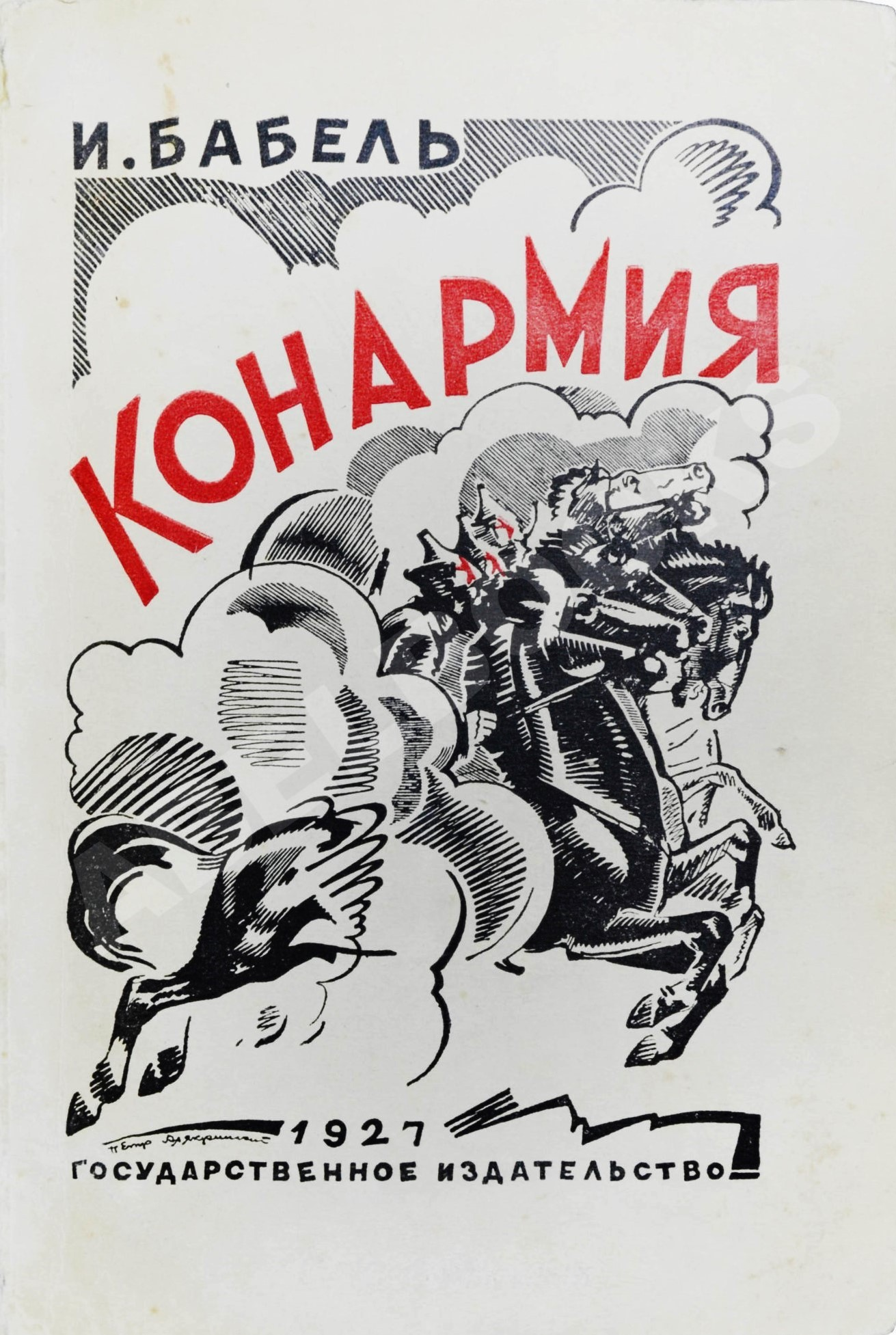
Titelbild der 1927er-Ausgabe von Isaak Babels Konarmija

Die Reiterarmee bzw. Budjonnys Reiterarmee (russ. Originaltitel Konarmija russisch Конармия / wiss. Transliteration Konarmija [Die Armee zu Pferd oder Die Pferdekavallerie]) ist der Titel einer 1926 veröffentlichten Erzählsammlung von Isaak Babel. Sie enthält Geschichten aus dem Polnisch-Sowjetischen Krieg von 1920, an dem der Autor als Kriegsberichterstatter der Russischen Telegrafen-Agentur teilnahm. Die erste deutsche Übersetzung von Dmitri Umanskij unter dem Titel Budjonnys Reiterarmee erschien 1926. (s. Abschnitt Entstehungs- und Publikationsgeschichte)

## Inhalt
Der Erzähler ist, wie der Autor, Kriegsberichterstatter. Er folgt Budjonnys Kavallerie, schildert das Leben der zum Teil jüdischen Bevölkerung im polnisch-ukrainischen Kriegsgebiet (Galizien/Wolhynien) und insbesondere die Kämpfe der Reiterarmee und gibt Erzählungen einzelner Soldaten wieder. Auf den autobiographischen Bezug weist auch sein Name hin: Kirill Vasijič Ljutov (Ljutič). Babel veröffentlichte seine Zeitungsartikel unter dem Pseudonym Vasiljevič Ljutov. Der Autor hat für die Buchausgabe 1926 seine Erzählungen der Erstausgaben überarbeitet und die Anordnung, die von der Chronologie der Ereignisse abweicht, nach literarischen Gesichtspunkten strukturiert.

### Die Erzählungen der Ausgabe von 1926
Die Überschreitung des Zbruč. (Transkription: Perechod tscheres Sbrutsch, russisch: Переход через Збруч, wiss. Transliteration: Perechod čerez Zbruč, Erstveröffentlichung: Pravda 1924). Im Juli überquert Ljutovs Tross mit Pferden und Wagen den Fluss Zbruč in der heutigen Nordwest-Ukraine über eine Furt, weil die Brücken gesprengt sind.
Der Erzähler wird in Novograd im von polnischen Soldaten geplünderten und demolierten Haus einer jüdischen Familie einquartiert, in der unter Decken noch der tote Vater der schwangeren Wirtin liegt, der seiner Tochter den Anblick seiner Liquidierung ersparen wollte: „Ich will wissen, wo ihr auf der ganzen Welt noch einen solchen Vater findet, wie meinen Vater...“
Kirche in Novograd (Kostel w Nowograde, Костел в Новограде, Kostel v Novograde, E: Izvestija, Odessa 1923). Bei der Durchsuchung des Hauses eines geflohenen Priesters finden die Rotarmisten versteckte Uniformen und einen Sack mit Banknoten, Goldmünzen und Schmuck.
Ein Brief (Pismo, Письмо, Pis'mo, E: Izvestija, Odessa 1923). Der Rotarmisten Semjon Kurdjukov und sein Bruder Fjodor kämpfen für die Rote Armee, ihr Vater Timofej Rodionyč für die Weiße. In einem Brief teilt er seiner Mutter mit, dass vor einem Jahr die Soldaten seines Vaters bei Rostov Fjodor erstachen und dass jetzt seine Kameraden als Rache seinen Vater in Majkop umgebracht haben.
Der Chef der Kavallerie-Reserve. (Natschalnik konsapassa, Начальик конзапаса, Načal'nik konzapasa, E: Lef 1923). Bauern müssen ihre Arbeitspferde gegen die geschundenen Mähren der Reiter des Kommandanten Djakov eintauschen.
Pan Apolek (Pan Apolek, Пан Аполек, Pan Apolek, E: Izvestija, Odessa 1923). Pan Apolek malt in Novograd-Volynsk Ikonen und gibt den Gesichtern der Heiligen Züge seiner Bekannten: Die Mutter Gottes sieht wie Pani Eliza aus, die Haushälterin des alten Priesters, Maria Magdalena wie das Judenmädchen Elka, Mutter vieler obdachloser Kinder. Nachdem er in dieser Weise eine neue Kirche ausgemalt hat, fordern katholische Priester das Übermalen der Bilder, können sich damit aber nicht bei der Bevölkerung durchsetzen.
Die Sonne Italiens (Solnze Italii, Солнце Италии, Solnce Italii, E: Krasnaja nov‘ 1924). Der Erzähler liest einen Brief seines wegen einer Verletzung kampfunfähigen Zimmernachbarn Sidorow an seine Freundin Viktorija, in dem er ihr vom Traum seiner Italienreise als Agitator gegen den König schreibt.
Gedali (Gedali, Гедали, Gedali, E: Krasnaja nov‘ 1924). In Žitomir klagt der jüdische Basarhändler Gedali über die Übergriffe sowohl der polnischen Soldaten als auch der Rotarmisten und fragt, warum auch die guten Revolutionäre schutzlose Menschen töten.
Meine erste Gans (Moi perwy gus, Мой первый гусь, Moj pervyj gus', E: Izvestija, Odessa 1923). Der Erzähler ist nach seinem Jura-Studium in Sankt Petersburg zum Divisionsstab abkommandiert worden. Um als Akademiker und Brillenträger von den Kosaken ernst genommen zu werden, ersticht er, mit knirschendem und blutendem Herzen, eine Gans und zwingt die Bäuerin, sie ihm zu braten.

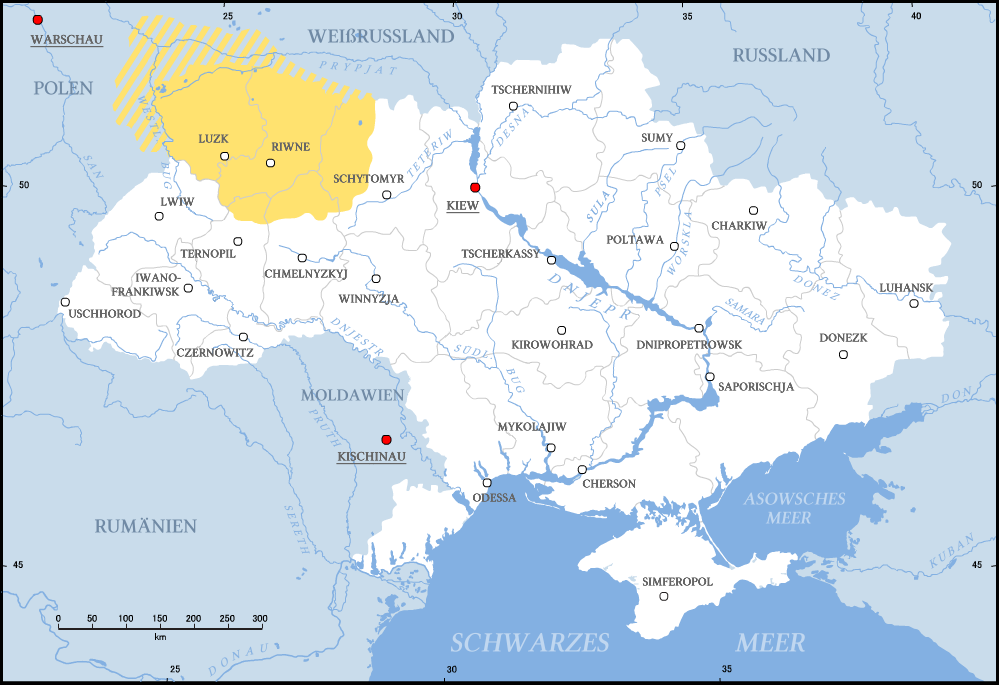
Operationsgebiet der Reiterarmee in Babels Erzählungen in den historischen Gebieten Wolhynien (gelb) und Galizien (im NW der heutigen Ukraine)

Der Rabbi (Rabbi, Рабби, Rabbi, E: Krasnaja nov‘ 1924). Der Erzähler begleitet den Händler Gedali zum Abendessen vor dem Sabbat beim chassidischen Rabbi Motale und trifft dort auf einen Jüngling mit dem Gesicht Spinozas. Es ist Elia, der „ungehorsame“ Sohn des Rabbi, der während des Gebets seines Vaters raucht (s. letzte Erzählung Der Sohn des Rabi). Nach dem Essen geht der Erzähler zurück zur Agitprop-Abteilung der I. Reiterarmee am Bahnhof, wo der mit Radiostation und Druckerei ausgestattete Propagandazug steht.
Weg nach Brody (Put w Brody, Путь в Броды, Put' v Brody, E: Izvestija, Odessa 1923). Der Erzähler, bedrückt von der „Chronik der alltäglichen Greueltaten“, reitet mit Zugführer Afonjka Bida durch die Landschaft mit den geschändeten Bienenstöcken zur Schlacht um Brody. Sie müssen vor den Schüssen einer polnischen Batterie fliehen.
Die Lehre vom MG-Wagen (Utschenije o tatschanke, Учение о тачанке, Učenie o tačanke, E: Izvestija, Odessa 1923). Der Erzähler fährt mit dem Kutscher Griščuk auf einem, von Machno erfundenen, MG-Wagen, der Schlachten gegen Infanterie- und Kavalleriesoldaten entscheiden kann, durch die vom Krieg geschändete Gegend mit polnisch-jüdischer Bevölkerung.
Dolgušovs Tod (Smert Dolguschowa ,Смерть Долгушова, Smert' Dolgušova, E: Izvestija, Odessa 1923). Bei Brody wird der Telefonist Dolgušov durch einen Bauchschuss schwer verletzt und bittet den Erzähler, ihn zu erschießen. Dieser lehnt ab. Der Zugführer Afonjka Bida gibt ihm den Todesschuss, wirft dem mit ihm befreundeten „Brillenträger“ mangelndes Mitleid vor und will im Zorn auch ihn erschießen. Der Kutscher Griščuk hält ihn davon ab und gibt dem Erzähler einen Apfel, den er „mit Wehmut und Ehrfurcht“ isst.
Kombrig 2 (Kombrig dwa, Комбриг два, Kombrig dva, E: Lef 1923). Armeekommandant Budjonnyi ernennt den Regimentskommandeur Kolesnikow zum Nachfolger des gefallenen Brigadekommandeurs und schickt ihn mit der Parole „Siegen oder verrecken“ in den Kampf. Dieser vernichtet nach einem „große[n] wortlose[n] Niedermetzeln“ eine polnische Einheit und kehrt in der Haltung der „herrische[n] Gleichmut eines Tataren-Khans“ zurück.
Saška Christus (Saschka Christos, Сашка Христос, Saška Christos, E: Krasnaja nov‘ 1924). Ein wegen seiner Sanftmut „Christus“ genannter 14-jähriger Junge erkrankt, nach einem Wirtshausbesuch mit dem Stiefvater, an Syphilis und wird, nach Auseinandersetzungen mit seinem Vormund, Gemeinschaftshirte bei den Kosaken. Nach dem Ersten Weltkrieg schließt er sich Budjonnys Regiment an und wird bei Kämpfen verwundet. Der Erzähler lernt ihn als Invaliden im Tross kennen.
Pavličenko Matvej Rodionyč, Lebenslauf (Schisneopissanije Pawlitschenki, Matweia Rodionytscha, Жизнеописание Павличенки, Матвея Родионыча, Žizneopisanie Pavličenki, Matveja Rodionyča, E: Škcal, Odessa 1924). General Matvei Pavličenko erzählt von einer wichtigen Phase seines Lebens: Sie beginnt mit seiner Arbeit als Hirte auf Gut Lidino bei Herrn Nikitinskij. Nach der Heirat mit Nastja erfährt er, dass der Gutsherr, wie bei ihm üblich, auch seiner Frau nachstellt. Er geht zu ihm und verlangt seinen noch ausstehenden Lohn, was ihm dieser mit einer Gegenforderung verweigert. Fünf Jahre später, nach der Revolution, sucht er wieder das Gut auf. Nikitinskij hat vor ihm Angst, bietet ihm zuerst sein Schatzkästchen an, beschimpft ihn dann, als die Bestechung erfolglos bleibt, als Flegel und fordert ihn auf, ihn zu erschießen, doch Pavličenko trampelt ihn stundenlang zu Tode, um das Erlöschen seines Lebens bis zum Seelengrund zu erleben.
Friedhof in Kozin (Kladbischtsche w Kosine ,Кладбище в Козине, Kladbišče v Kozine, E: Izvestija, Odessa 1923). Beschreibung der bis zu 300 Jahre alten Grabsteine und der Inschriften. „O Tod […] habgieriger Dieb, warum kennst du mit uns kein Erbarmen, und sei es nur ein einziges Mal“.
Priščepa (Prischtschepa, Прищепа, Priščepa, E: Izvestija, Odessa 1923, Lef 1923). Priščepas Erzählung: Er rächt sich bei der Rückkehr in sein Dorf an den Nachbarn, die nach der Ermordung seiner Eltern durch die Weißen deren Besitz gestohlen haben. Er tötet die Diebe, holt die Gegenstände zurück in sein Haus, zündet alles an („Der Brand strahlte wie ein Sonntag“) und reitet zu den Roten zurück.
Geschichte eines Pferdes (Istorija odnoi loschadi, История одной лошади, Istorija odnoj lošadi, E: Izvestija, Odessa 1923). Der Schwadronkommandeur Chlebnikov muss seinen weißen Hengst, den er einem konterrevolutionären Bauern abgenommen hat, dem Divkom Savickij geben. Als Savickij nach erfolglosen Juligefechten abgesetzt und in die Reserve abkommandiert wird, beantragt Chlebnikov beim Stabschef die Rückgabe des Pferdes und dies wird angeordnet. Mit dem Beschluss reitet er zu Savickij und dieser vertreibt ihn vom Hof.
Nachdem seine Beschwerde über diesen Vorfall vom Stabschef nicht angenommen wird, tritt Chlebnikov aus der kommunistischen Partei aus, die „zur Freude und der festen Gerechtigkeit ohne Grenzen“ gegründet worden sei. Rasend vor Wut verletzt er sich selbst und wird als Invalide aus der Armee entlassen. Der Erzähler bedauert dies: „Wir beide schauten auf die Welt wie auf eine Wiese im Mai […] über die Frauen und Pferde gehen.“
Kokin (Konkin, Конкин, Konkin, E: Krasnaja nov‘ 1924). Vasja Konkin erzählt, wie er einen General der Weißen Armee im Gefecht besiegt und getötet hat, weil dieser sich nicht einem Kommunisten ergeben wollte: „Wer frei von Sünde ist…“
Berestečko (Berestetschko, Берестечко, Berestečko, E: Krasnaja nov‘ 1924). Der Erzähler wandert durch das traditionelle Judenviertel Berestečkos („Das Schtetl stinkt in Erwartung der neuen Ära, und anstelle von Menschen schleichen in ihm die verblichenen Schemen des Grenzlandelends“.), während der Div.-Kriegskommissar Vinogradow einen Vortrag hält über den zweiten Kongress der Komintern: „Ihr seid die Macht. Alles was hier ist – es gehört euch. Es gibt keine Pans.“
Salz (Sol, Соль, Sol', E: Izvestija, Odessa 1923, E: Izvestija, Odessa 1923). Nikita Balmašev, „Kämpfer der zweiten Kompanie“, beschwört die Genossen in der Redaktion „schonungslos vorzugehen gegen alle Verräter, welche [sie] in die Grube ziehen und den Bach zurückdrehen wollen in die umgekehrte Richtung“ und erzählt als Beispiel die Liquidierung einer „ekelhaften Bürgerin“ und „Konterrevolutionärin“, die in den Windeln ihres Kindes gestohlenes Salz versteckt hat.
Abend (Wetscher, Вечер, Večer, E: Krasnaja nov‘ 1925). In der Zugdruckerei der „kampfeslustigen“ Zeitung Roter Kavallerist wird die Agitation der Truppen und der Bevölkerung für den nächsten Tag vorbereitet. Während der Erzähler sich krank fühlt und es leid ist, in der Reiterarmee zu leben, will Galin den „sauberen Kern“ von der schmutzigen Schale trennen: „Die ganze Partei geht in Schürzen, die beschmiert sind mit Blut und Kot. […] Die Kurve der Revolution hat die Kosakenhorden in die erste Reihe geworfen, sie sind durchdrungen von vielen Vorurteilen, aber das ZK, mit seinen Manövern; wird sie auskehren mit eisernen Besen…“
Afonjka Bida (Afonka Bida, Афонька Бида, Afon'ka Bida, E: Izvestija, Odessa 1923). Bei einem Gefecht um Leszniów wird Afonjkas Pferd „Stepan“, das er von zu Hause mitgebracht hat, von einem Schuss tödlich getroffen. Er ist darüber sehr unglücklich, streift durch die Gegend, raubt aus Rache für das Schicksal Bauernhäuser aus und kommt nach zwei Wochen mit einem neuen Pferd zu seiner Einheit zurück.
Beim heiligen Valentin (U swjatowo Walenta, У святого Валента, U svjatogo Valenta, E: Krasnaja nov‘ 1924). Die Reitertruppe besetzt Anfang August Berničo. Einige Kosaken dringen in die mit Bildern Pan Apoleks (s. Pan Apolek) ausgeschmückte Kirche und brechen den Sarkophag des heiligen Valentin auf. Der Glöckner überantwortet „mit Donnerstimme“ die Kirchenschänder „in seinem reinsten Latein dem Teufel“, fällt aufs Knie und umschlingt die Beine der Figur des leidenden Christus. Der Erzähler schreibt einen Bericht an den Divisionschef über die „Verletzung des religiösen Gefühls der ortsansässigen Bevölkerung“ und die Schuldigen erhalten eine Disziplinarstrafe.
Schwadronskommandeur Trunov (Eskadronny Trunow, Эскадронный Трунов, Ėskadronnyj Trunov, E: Krasnaja nov‘ 1925). Paška Trunovs Schwadron hat 10 Polen gefangen genommen und der Kommandeur setzt sie unter Druck, ihre Offiziere zu nennen. Dabei erschießt er zwei Gefangene und befiehlt dem Schreiber und Erzähler Ljutov, nur acht Personen zu protokollieren. Dieser weigert sich. Der Streit wird unterbrochen durch den Angriff eines amerikanischen Luftgeschwaders. Trunov wird von Maschinengewehrkugeln tödlich verletzt und erhält ein Ehrenbegräbnis mit Salutschüssen.
Ivan und Ivan (Iwany, Иваны, Ivany, E. Al‘manach Russkij sovremennik 1924). Der zweimal desertierte Diakon Ivan Agejew wird im Juli an die polnische Front strafversetzt und simuliert Taubheit. Ivan Akinfiew, der Kutscher des Revolutionstribunals, soll ihn zur Untersuchung nach Rovno bringen. Auf ihrer Fahrt über Straßen, die mit zerstörtem Kriegsgerät und Toten übersät sind, feuert Akinfiew mehrmals seinen Revolver über den Ohren des Diakons ab, so dass dessen Gehör schwer geschädigt wird. Dieser fordert ihn auf, ihn zu töten: „Der Höchste wird mein Richter sein […] nicht du, Ivan, bist über mich gesetzt…“ Akinfiew antwortet: „Heut ist jeder Richter über jeden Und zum Tod verurteilt ist man ziemlich schnell…“
Fortsetzung der Geschichte eines Pferdes (Prodolschenije istorii odnoi loschadi, Продолжение истории одной лошади, Prodolženie istorii odnoj lošadi, E: Izvestija, Odessa 1923). Im September schreibt Chlebnikow einen Brief an Savicki: Er sei jetzt Vorsitzender des Kreisrevolutionskomitees, sehe seine Fehler ein und wünsche, dass der weiße Hengst den internationalen Helden noch lange „zum Nutzen der von allen geliebten Freiheit und Bruderrepubliken“ trage. Savickij antwortet dem „unveränderten Genossen“, die „gemeinsame Sache“ werde er nicht erleben, „in Blüte zu sehen“, denn die Gefechte seien schwer und verlustreich und der weiße Hengst trage ihn, „gemäß dem Wechsel des Kriegsglücks“, nicht mehr. Sie beide würden sich vielleicht im Himmelreich oder nie wieder sehen. Im Himmel habe der Alte gerüchteweise „gar kein Reich, sondern ein Bordell mit allem Drum und Dran, aber Tripper gibt’s auch auf Erden genug.“
Die Witwe (Wdowa, Вдова, Vdova, E: Izvestija, Odessa 1923). Regimentskommandeur Pavlik Ševeljov liegt während einer Kanonade der Polen im Sterben und beauftragt den Kutscher Ljovka die Verteilung seiner Hinterlassenschaft zu überwachen: Sein Gold, Schmuck und Geschirr bekommt Saška als Lohn für ihr Zusammenleben, sein Pferd Abramka das Regiment und seine Kleider seine Mutter. Saška ist unwillig, die Kleider an die Mutter abzugeben, obwohl Ljovka sie mit Schlägen zur Erfüllung ihres Versprechens zwingen will, und reitet auf Abramka mit dem Beerdigungszug der Schwadron davon.
Zamość (Samostje, Замостье, Zamost'e, E: Krasnaja nov‘ 1924). Der Erzähler wartet mit dem Trupp auf einem Feld auf den Nachtangriff auf Zamość. Sie geraten in einen polnischen Angriff und fürchten, dass sie den Feldzug verloren haben.
Verrat (Ismena, Измена, Izmena, E: Izvestija, Odessa 1923). Rotarmist und Parteimitglied Nikita Balmašev erklärt dem Untersuchungsrichter Burdenko, wie es zur Entwaffnung der Miliz auf dem Krankenhausvorplatz und zur Zerstörung der Scheiben der Vorratskammer gekommen ist: Er und zwei ebenfalls verwundete Kameraden seien im Krankenhaus von Pflegerinnen mit Schlafmitteln betäubt und gegen ihren Willen entwaffnet worden. Dann habe man sie verspottet und verkündet, sie seien „fertig mit dem Krieg“. Da der Kreisrevkom.-Vorsitzende die Anzeige dieses Verrats nicht angenommen hat, sei es zu ihrem Übergriff „ohne Bewusstsein“ gekommen.
Cześniki (Tschesniki, Чесники, Česniki, E: Krasnaja nov‘ 1924). Während sich die Reiterarmee auf die Attacke bei Česniki vorbereitet, überlistet Saška, Schwester des 31. Kav.-Regiments und „Dame aller Schwadronen“, mit einer vorgetäuschten Bezahlung den Kosakenjungen Stjopka, den von ihm gepflegten Rassehengst Uragan des Divkom Pavličenko ihre Stute decken zu lassen.
Nach dem Gefecht (Posle boja, После боя, Posle boja, E: Prožektor 1924). Die Attacke der Rotarmisten wird von auf polnischer Seite kämpfenden Kosaken zurückgeschlagen und die Kavallerie muss fliehen. Der Politkommissar befiehlt vergeblich der Division die Umkehr. Ljutov ist einer der wenigen, die es versuchen, aber ohne eine Kugel im Lauf. Deswegen wird er von Akinfiew als Molokane verachtet und Verräter genannt. Der Erzähler „erfleht[-] vom Schicksal die einfachste aller Fähigkeiten – die Fähigkeit, einen Menschen zu töten.“
Das Lied (Pesnja, Песня, Pesnja, E: Krasnaja nov‘ 1925). Der Erzähler bedroht seine arme Wirtin mit einem Revolver, weil sie ihn schlecht mit Essen versorgt und sie bezeichnet dies als „eine Sünde vor Gott“, weil sie doch eine Frau sei. Beruhigt wird die Situation durch den Schwadronsänger Saška Christus, der mit seinen Volksliedern, die über die Blutspur der Soldaten fliegen, nicht nur seinen Kameraden besänftigt, sondern auch die verängstigte Wirtin betört. „Wir brauchen Lieder, niemand sieht eine Ende des Krieges“.
Der Sohn des Rabbi (Syn rabbi, Сын рабби, Syn rabbi, E: Krasnaja nov‘ 1924). Die roten Regimenter sind von den Polen bei Kovel besiegt worden und müssen sich zurückziehen. „Und das ungeheuerliche Russland, unwahrscheinlich wie eine Herde bekleideter Läuse, stapft[-] in Bastschuhen zu beiden Seiten des Waggons“ der Politabteilung. „Typhuskrankes Bauernvolk wälzt[-] den gewohnten Buckel des Soldatentodes vor sich her“. Der Erzähler sieht unter den Marschierenden Elia (Ilja), den Sohn des Rabbi von Žitomir, und er zieht den Kranken in den Wagen. Vor vier Monaten war der Jüngling bereits Parteimitglied, meldete sich aber wegen seiner Mutter nicht zur Armee, ging erst nach seiner Einberufung an die Front und erlebte die Niederlage bei Kovel. „Die Mutter ist in der Revolution nur eine Episode“. Er stirbt, „der letzte Prinz“, inmitten von auf dem Boden des Waggons liegenden „Gedichten, Phylakterien und Fußlappen“. Der Erzähler schließt die letzte Episode: „Und ich – der ich in meinem alten Körper kaum die Stürme meiner Phantasie zu bändigen vermag – ich nahm ihn auf, den letzten Seufzer meines Bruders.“

### Zur Reiterarmee und aus dem Umkreis der Reiterarmee
Argamak (Argamak, Аргамак, Argamak, E: Novyi mir 1932. Von der 7. Auflage an: Schlusstext der Sammlung.). Die Geschichte spielt zu Beginn des Krieges, als die Rotarmisten die Polen besiegten und zurückdrängen. Der Schwadronskom Baulin hat Paška Tichomolov wegen seiner Eigenmächtigkeit bei der Erschießung zweier Gefangener in den Tross versetzt, ihm sein Pferd abgenommen und es dem Erzähler gegeben, weshalb dieser vom Vorbesitzer gehasst wird. Das Pferd „Argamak“ hat Paškas Vater in seiner „schrecklichen Lust“ es zu reiten „erwählt“ und seinem Sohn mit in den Krieg gegeben. Der Erzähler kommt mit der speziellen Gangart des Kosakenpferdes nicht zurecht und reitet es wund. Dies ist für ihn symptomatisch, denn er ist als intellektuelles „Vierauge“, d. h. Brillenträger, „allein unter diesen Menschen, deren Freundschaft er nicht erringen [kann].“ Als er seinen Kommandeur bittet, das Pferd zurückzugeben, um Tichomolovs Zorn zu besänftigen, antwortet ihm dieser „Du willst ohne Feinde leben … Dafür bist du zu allem bereit“ und versetzt ihn zur 6. Schwadron: „Wie dem auch sei, Argamak hatte mir Tichomolovs Gangart beigebracht. Mein Traum war in Erfüllung gegangen. Die Kosaken hörten auf, mich und mein Pferd mit Blicken zu verfolgen.“
Der Kuss (Pozelui, Поцелуй, Poceluj, E: Krasnaja nov‘ 1937). Im August wird der Erzähler im Haus eines alten gelähmten Lehrers einquartiert und verliebt sich in dessen Tochter Tomilina Jelizaveta Aleksejevna, eine Kriegerwitwe des Ersten Weltkrieges mit einem fünfjährigen Sohn. Sie haben ähnliche politische Überzeugungen und kulturelle Interessen und planen ein Leben nach dem Krieg in Moskau. „Die Zukunft, so [scheint] es ihnen, [ist ihr] unbestrittenes Eigentum, der Krieg – eine stürmische Vorbereitung auf das Glück, und das Glück selbst – eine Eigenschaft [ihres] Charakters.“ Der Befehl zum Abrücken trennt die beiden. Er sieht, „wie unabweislich unheilvoll der Weg des Kusses [ist], der am Schloss des Fürsten Gąsiorowski seinen Ausgang genommen hatte“.
Griščuk (Grischtschuk, Грищук, Griščuk, E: Izvestija, Odessa 1923). Geschichte des Kutschers Griščuk: Er arbeitet während des Ersten Weltkriegs als Gefangener bei einem tauben deutschen Bauern. Sie verständigen sich durch Zeichensprache und befreunden sich miteinander.
Es waren ihrer neun (Ich bylo dewjat, Их было девять, Ich bylo , E. Ogonëk 1989). Ähnliche Handlung wie in Schwadronskommandeur Trunov (Thema: Gefangenenerschießung aus Hass).
Bei unserem Batjko Machno (U bat‘ki našego Machno, E: Krasnaja nov‘ 1924). Kikin, der junge Melder in Batjo Machnos Stab, erzählt, teilweise in Anwesenheit des Dienstmädchens, von ihrer Vergewaltigung durch sechs Kameraden, von denen jeder „einen Stein unterm Hemd trägt“. Seine Rolle bei der Tat war, den Kopf des Opfers festzuhalten und auf seinen Einsatz als Letzter zu warten, auf den er schließlich verzichtet. Zwischen seiner Schilderung übt er Handstände und läuft auf den Händen im Zimmer herum.
Eine tüchtige Frau (Staratel’naja ženščina, E. in: Almanach Pereval 1928.) Die siphylitische blonde Anelja verkauft an die Soldaten Beeren und prostituiert sich, um ihre drei Kinder zu ernähren, während zu Ehren der Krankenschwester Antonia Vasijevna, als sie zum ersten Mal bei Machno schläft, eine Blaskapelle spielt.

## Form

### Mosaik
Gewürdigt wird von der Literaturkritik neben der zeitlich übergreifenden, aktuellen Thematik die Gestaltung. Der Zyklus sei „ein kunstvoll gefügtes Mosaik, in dem jedes Steinchen seinen unverrückbaren Platz hat. Feinste motivische und thematische Verbindungen verknüpfen die Erzählungen zu einem Gesamtbild“.

### Plastizität
Nach Jens verleiht Babel den einzelnen Gestalten „Plastizität“: Es überstürzen sich Bilder und Symbole „im Gewand der expressionistischen Suada … auch die Typen scheinen bekannt: schwangere Frauen, wahnsinnige Taube, verstümmelte, sterbende Pferde, mäuseäugige Statuen‘“. Babel schaffe abrupte Übergänge von Szene zu Szene und berichte „Grausiges mit nüchterner Sachlichkeit“.

### Metaphorik
Diese Ambivalenz zeigt sich auch an der Antithetik in den lyrischen Naturbildern, die mit „dem Schrecken der gestörten Ordnung“ erfüllt sind und in denen „das unberührt Schöne, Verdorbenheit neben Naivität steht“: „Die Nacht flog auf mich zu auf ungestümen Pferden. Brände züngelten am Horizont“. „Die Nacht, durchbohrt vom Widerschein der Kanonade, beugt sich über den Sterbenden“. „Der unermüdliche Wind, der reine Wind der Nacht singt, er erfüllt sich mit Klang und wiegt die Seele. Sterne lodern in der Finsternis, wie Verlobungsringe, sie fallen auf Ljovka herab, verfangen sich in seinen Haaren und erlöschen auf seinem zerzausten Kopf“. „Das Dorf schwamm und schwoll, purpurroter Lehm floss aus seinen trostlosen Wunden […] Regen peitschte die Weidenbäume und nahm ihnen die Kraft. Der Abend flog zum Himmel auf, wie ein Schwarm Vögel, und die Finsternis legte mir ihren nassen Kranz um die Stirn“.
Babels Metaphorik ist „bizarr, überraschend, expressionistisch“ und wechselt häufig „vom Bereich des Organischen und Lebendigen zum Anorganisch-Toten über“: die „geborstenen Säulen und Mauerhaken“ sind „in die Erde gewühlt wie die krampfigen Finger böser Greisinnen“, „bläuliche Wege“ sind „wie Milchströme, die aus zahllosen Brüsten gequollen waren“, „der Duft der Lilien“ ist „kräftig und rein wie Spiritus“.

## Entstehungs- und Publikationsgeschichte

### Kriegstagebuch

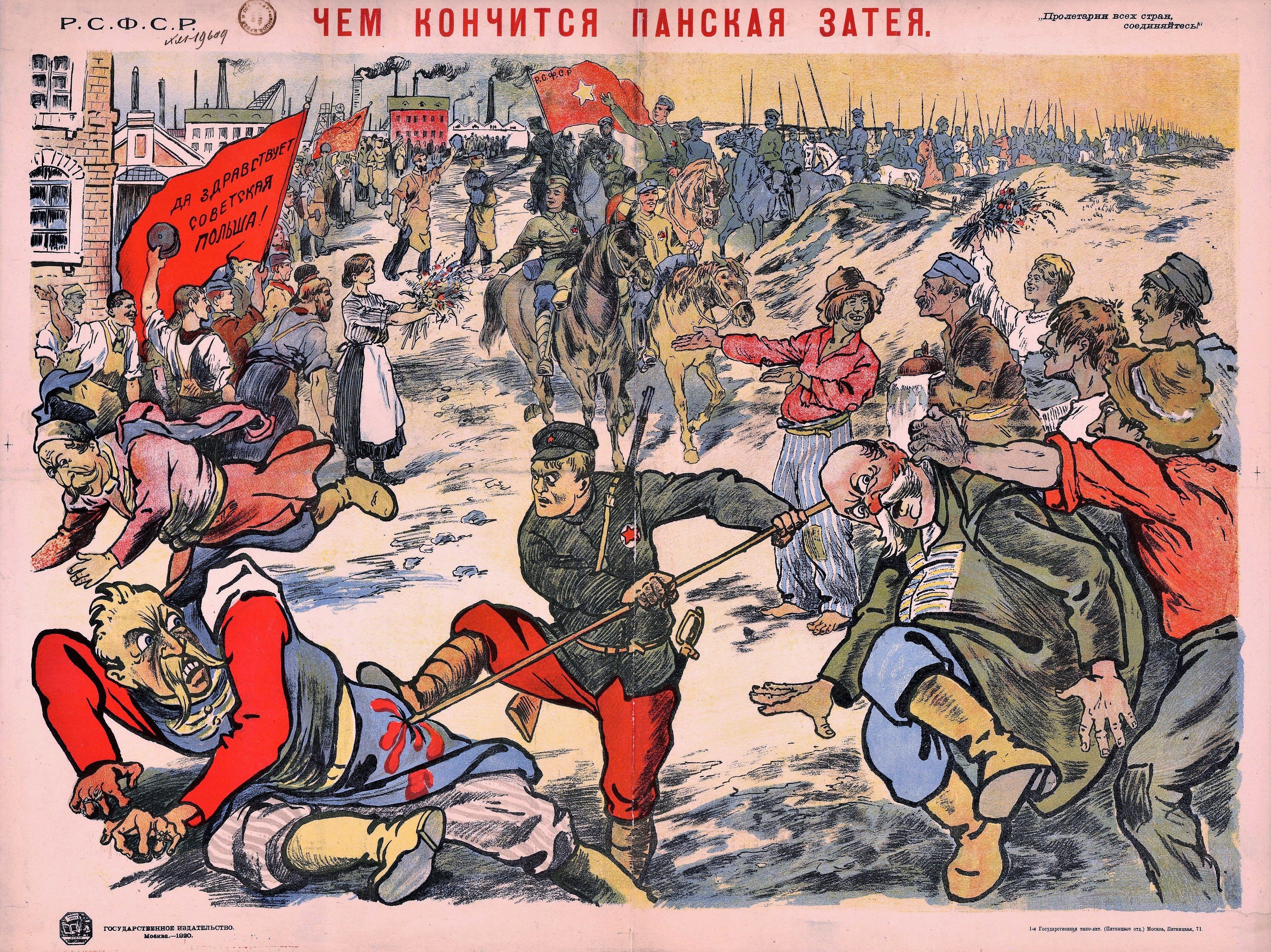
Das Ende der polnischen Gutsherren (Sowjetisches Propagandaplakat 1920)

Von Juni bis September 1920 berichtete Babel als Kriegskorrespondent für die Zeitung „Roter Kavallerist“ (Krasnyi kavalerist) über den Polnisch-Sowjetischen Krieg und unterschrieb seine Artikel mit dem Pseudonym Vasiljevič Ljutov. Er begleitete v. a. die 1. Reiterarmee unter dem Kommando von Semjon Budjonny und führte über seine Erlebnisse ein Tagebuch, eine wichtige Grundlage seiner Erzählungen, an denen er 1921/1922 zu arbeiten begann. Die ersten Erzählungen wurden 1923–1924 in den Odessaer Zeitungen Iswestija und Škcal, sowie in Wladimir Majakowskis Magazin LEF und in Krasnaja Now veröffentlicht (s. Abschnitt Inhalt).

### Kritik
Nach erster Zustimmung begann auch die Kritik an seinen Geschichten: Der Historiker Norman Davies verstand die Erzählsammlung als Reportagen und warf dem Autor einen schlampigen Umgang mit den historischen Fakten vor. Der Reiterarmee-Befehlshaber Budjonnyi bezichtigte Babel 1924 in der Zeitschrift Oktober der Weibischkeit und warf ihm vor, die „Gestalten der Kämpfer“ verzerrt dargestellt zu haben. Auch andere sowjetische Militärkommandanten und einige Schriftsteller lehnten die Darstellungen ab. Die Charaktere der Geschichten und die Beschreibung der Gräueltaten der Soldaten an der Bevölkerung, Raub, Ermordung, Vergewaltigung usw., entsprachen nicht der Linie des sozialistischen Realismus. Maxim Gorki nahm Babel in Schutz und warf Budjonny vor, er habe das Buch „von der Höhe des Pferderückens“ aus beurteilt und nicht „von der Höhe der Kunst“.

### Bearbeitungen und Zensur
1926 publizierte Babel 34 der bereits in Zeitschriften veröffentlichte Erzählungen in einem Buch unter dem Titel Konarmija, wobei die Reihenfolge der Geschichten weder der Chronologie der darin vorkommenden Ereignisse noch der Reihenfolge ihrer Erstveröffentlichung entspricht. Anschließend ergänzte und überarbeitete der Autor die Sammlung. 1933 ergänzte er den Zyklus mit der Erzählung Argamak. Weitere Kavallerie-Geschichten wurden separat veröffentlicht (s. Abschnitt Inhalt).

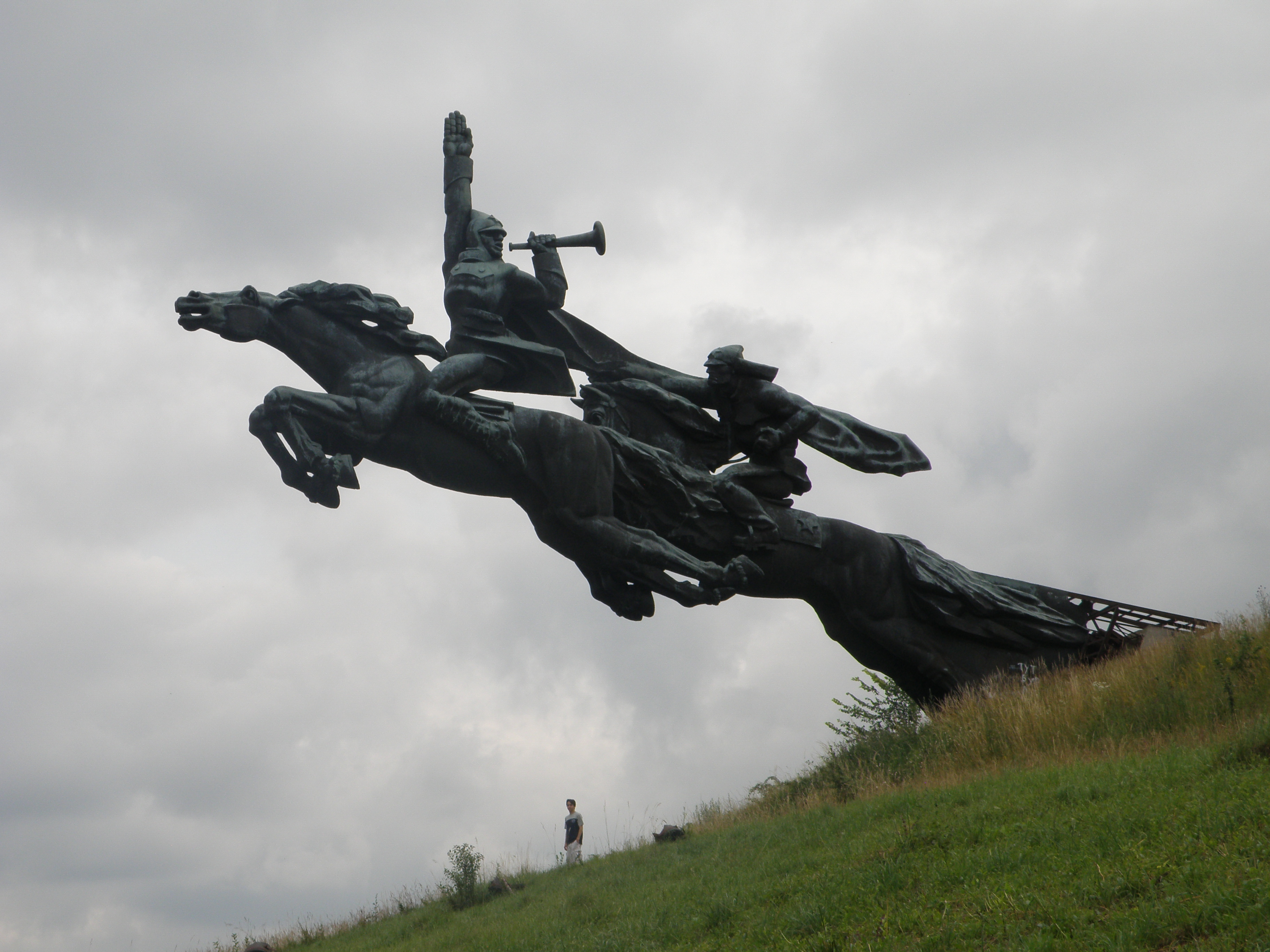
Denkmal für die Soldaten der 1. Roten Reiterarmee bei Olesko

In den zwischen 1931 und 1936 neu aufgelegten Sammlungen veränderte der Autor bzw. der Staatsverlag inhaltliche Details und die Namen vieler Helden, entweder weil sie in den 1920er Jahren in Ungnade gefallen oder nachdem sie während der stalinistischen Repressionen in den 1930er Jahren zu „Feinden des Volkes“ erklärt worden waren.  In der 10. Auflage von 1936 fehlt z. B. ein Fragment, in dem der Oberbefehlshaber Kamenew, 1936 hingerichtet, erwähnt wird. Danach gab es zu Lebzeiten Babels keine separaten Konarmiya-Ausgaben mehr. Noch vor seiner Verhaftung 1939 verschwand das Buch aus dem öffentlichen Bereich. 1940 wurde Isaak Babel der Spionage angeklagt und im Lubjanka-Gefängnis erschossen. Seine beschlagnahmten Manuskripte (ca. 25 Ordner) sind seither verschollen. Bis in die 1950er Jahre verbot man seine Werke und die durften erst nach seiner Rehabilitierung 1955, allerdings bis zum Ende der Sowjetunion nur in zensierter Form, publiziert werden.
International fand die Erzählsammlung große Zustimmung und wurde in viele Sprachen übersetzt.

### Deutsche Übersetzungen
- Budjonnys Reiterarmee. Übersetzer: Dmitri Umanski. Malik Verlag, Berlin 1926. Diese Ausgabe basiert auf Babels Manuskripten und ist die weltweit erste. Sie erschien noch knapp vor der russischen Originalausgabe.[46]
  - Budjonnys Reiterarmee und autobiographische Erzählungen. Deutsch von Dimitrij Umanskij und Heddy Proß-Weerth. Mit einem Nachwort von Walter Jens.  Deutscher Taschenbuch Verlag, München 1961.
  - Die Reiterarmee. Aus dem Russischen übersetzt von Dmitri Umanski, Karl–Heinz Jahn, Thomas Reschke, u. a. Herausgegeben von Fritz Mierau. Verlag Philipp Reclam jun., Leipzig 1968.
- Die Reiterarmee. Übersetzer: Milo Dor und Reinhard Federmann. In: Zwei Welten. Die Geschichten des Isaak Babel. Wien/München/Basel 1960, dtv Literatur 1987
- Die Reiterarmee.  Vollständiger Text der unzensierten Buchausgabe von 1926. aus dem Russischen übersetzt, hrsg. u. kommentiert von Peter Urban. Friedenauer Presse, Berlin 1994.
- Die Reiterarmee. In: Isaak Babel: Mein Taubenschlag. Sämtliche Erzählungen. Übersetzt von Bettina Kaibach und Peter Urban. Carl Hanser Verlag, München 2014.

## Interpretation
Eine zentreale Frage ist für die Interpreten der politische Standort des Autors im Vergleich zu seinem Erzähler.

### Doppelidentität
Kaibach interpretiert die Reiterarmee in Verbindung mit den zeitlich parallel entstandenen Odessa-Geschichten. In beiden Zyklen werde ein „zweiflerischer Intellektueller“ mit „selbstgewissen Übermenschen, deren Metier die Gewalt ist“, in der Reiterarmee vertreten durch Budjonnyis Kosaken, konfrontiert. Wie die Tötung der Gans zeige, stecke auch im bebrillten Erzähler das „Potential zum Vergewaltiger und Mörder“ und er erstrebe „die Verschmelzung mit dem Kosakenkollektiv“. Ähnlich sieht dies der Verfasser des KLL-Artikels: Hinter den blutigen Szenen stehe „die entsetzliche Vermutung, dass dieses von jeder Moral losgelöste […] und sich trotz alledem krampfhaft behauptete Leben hier sein wirkliches, kraftstrotzend-ekelhaftes Wesen enthüllt.“ Das Entsetzen gehe aber „Hand in Hand mit der Bejahung dieses Lebens und seiner trotz aller Schrecken geheimnisvollen Schönheit.“
Insgesamt zeige sich der Protagonist „mit einer nahezu schizophrenen Doppelidentität: einerseits der als Russe camouflierte Eroberer […] andererseits der empfindsame Brillenträger, der als Humanist und Jude eine tiefe Empathie für die Opfer hegt“.

### Widersprüche der Revolution
Kaibach spricht vom Zusammenprall von „vier elementaren Prinzipien“ in der Reiterarmee: die durch Polen verkörperte, alte Kultur Europas, der ewige Kampf als Lebensprinzip der Kosaken, der innere Messianismus der Schtetljuden und die vom Politkommissaren beschworene historische Notwendigkeit einer neuen, revolutionären Wirklichkeit. Der bebrillte Jude wechsele von einer Erzählung zur nächsten die Prinzipien, nähere sich am Ende dem Pazifismus Tolstois, aber im Schlusstableau würden die Widersprüche stehen bleiben: Die Reiterarmee, dieser „Seufzer eines Intellektuellen, der an den Widersprüchen der Revolution verzweifelt“, entsprach nicht in der Stalinzeit erwarteten „Jubelprosa“ und wurde „von der Zensur verstümmelt“ und ab 1936 nicht publiziert. Erst 1990 erschien in Russland eine „weitgehend unzensierte Version“.

## Rezeption
Die russische Rezeption ist teilweise im Abschnitt Publikationsgeschichte - Kritik skizziert. Nach Kaibach ist für das russische Publikum nicht Die Reiterarmee Babels wichtigstes Werk, sondern die Geschichten aus Odessa, die in Filmen, Musicals und Theaterproduktionen folkloristisch adaptiert wurden.
In der westlichen Rezeption ist dagegen Die Reiterarmee das Meisterwerk und gehört zu den „genialsten literarischen Zeugnissen der russischen Revolution“. „Der Ästhet und die Barbarei, der Gedankenreiche und die Macht, der Schüchterne im Sog der Grausamkeit … ein Grundthema dieses Jahrhunderts“.
Für Reich-Ranicki ist Babel der „tragische Sänger der Revolution“. Mit der Reiterarmee beginne „die Legende vom Talmudschüler, der unter die Kosaken ging, vom Soldaten, der nicht gelernt hat zu töten, vom Dichter, der nicht lügen wollte“.

## Adaptionen

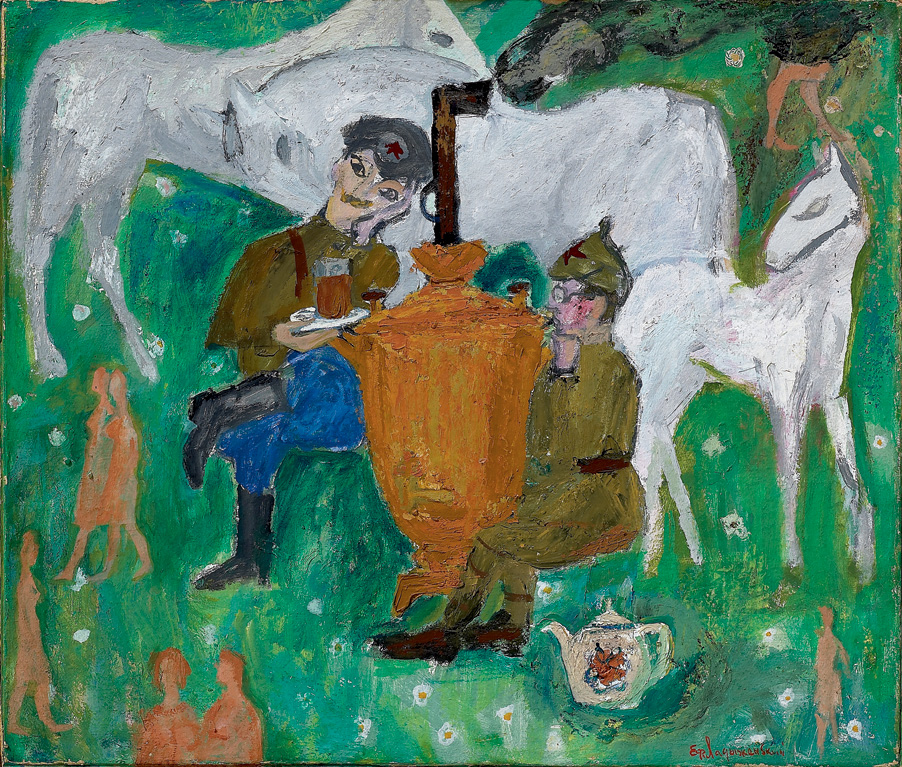
Gemälde von Yefim Ladizhensky (1967)

### Bilder
- Yefim Ladizhensky (1911–1982): The Red Cavalry-Serie (1967)

### Hörspiele
- 1961: Kurdjukows Brief und andere Erlebnisse in Budjonnys Reiterarmee – Produktion: SDR; Bearbeitung: Alfred Andersch; Regie: Irmfried Wilimzig, u. a. mit Konrad Georg als Isaak Babel.
- 1999: Die Reiterarmee (Zwei- und dreiteilige Version) – Produktion: MDR/DLR Berlin; Dramaturgie: Thomas Fritz; Bearbeitung und Regie: Joachim Staritz, u. a. mit Efim Etkind als alter und Cornelius Obonya als junger Kirill Ljutow, alias Isaak Babel. Audio-CD – Hörbuch, Der Hörverlag 2002.
  - Auszeichnungen: Deutscher Hörbuchpreis 2003 (Bestes Hörbuch) und hr2-Hörbuchbestenliste Mai 2002 (3. Platz)